# Alain Winance
Alain Winance, né en 1946 à Tournai, est un graveur, peintre et illustrateur belge.

## Illustrations
- Marc Quaghebeur, ill. d’Alain Winance, Les Vieilles, Bruxelles, Belgique, Éditions Tétras Lyre, 1991, 16 p.
- Colette Nys-Mazure, ill. d’Alain Winance, Palettes, Noville-sur-Mehaigne, Belgique, L’Esperluète Éditions, 1999, 20 p.  (ISBN 978-2-930223-09-4)
- Paul André, ill. d’Alain Winance, d'Ambleteuse et d'elle, au plus près, Noville-sur-Mehaigne, Belgique, L’Esperluète Éditions, 2004, 64 p.  (ISBN 978-2-930223-47-6)
- Paul André, ill. d’Alain Winance, A bas bruit, les instants, Noville-sur-Mehaigne, Belgique, L’Esperluète Éditions, 2007, 96 p.  (ISBN 978-2-930223-76-6)
- Paul André, dessins d’Alain Winance, Nocturnes (au jour le jour), Noville-sur-Mehaigne, Belgique, L’Esperluète Éditions, 2011, 72 p.  (ISBN 978-2-35984-017-9)

## Expositions
(Liste non exhaustive)
- Galerie 2016, Hauterive, 2014
- Galerie Michel Vokaer, Bruxelles, 1992[1]
- Galerie 2016, Bruxelles, 2000[2]
- Galerie Patrick Veret, Arras, 2004[3]
- Maison de la Culture, Tournai, 2007[4]
- Galerie 2016, Bruxelles, 2011[5],[6]
- Galerie 2016, Bruxelles, 2014[7],[8]
- Galerie Marie Ange Boucher Bruxelles 2019
- Galerie des Arcades Hauterive Suisse 2019

## Collections
- Arlon, Musée Gaspar, Collection de l'Institut archéologique du Luxembourg, sérigraphie[9].
- Centre de la Gravure et de l’Image imprimée de la Fédération Wallonie-Bruxelles[10]
- FEBELCEM[11]
- Musées royaux des Beaux-Arts de Belgique[12]